# San Isidro, San Juan Coatzóspam
San Isidro är en ort i Mexiko.   Den ligger i kommunen San Juan Coatzóspam och delstaten Oaxaca, i den sydöstra delen av landet, 290 km sydost om huvudstaden Mexico City. San Isidro ligger 1 652 meter över havet och antalet invånare är 681.
Terrängen runt San Isidro är bergig västerut, men österut är den kuperad. Runt San Isidro är det ganska glesbefolkat, med 38 invånare per kvadratkilometer. Närmaste större samhälle är Huautla de Jiménez, 12,9 km nordväst om San Isidro. I omgivningarna runt San Isidro växer i huvudsak städsegrön lövskog.